# Entrada de Japón en la Primera Guerra Mundial
Japón entró en la Primera Guerra Mundial acompañado de los aliados el 23 de agosto de 1914, aprovechando la oportunidad de la distracción de la Alemania imperial con la guerra europea para expandir su esfera de influencia en China y el Pacífico.
Los combates fueron mínimos. El Imperio japonés ya tenía una alianza militar con Gran Bretaña, pero eso no lo obligaba a entrar en la guerra: se unió a los aliados para obtener ganancias territoriales. Adquirió las pequeñas propiedades dispersas de Alemania en el Pacífico y en la costa de China.
Los otros aliados rechazaron con rotundidad los esfuerzos de Japón por dominar a China a través de las Veintiuna Exigencias de 1915. La ocupación de Siberia por parte de Japón contra los bolcheviques resultó improductiva.
La diplomacia de Japón en tiempos de guerra y la acción militar limitada habían producido pocos resultados, y en la conferencia de paz de París en Versalles, al final de la guerra, Japón estaba muy frustrado en sus ambiciones

## Antecedentes
Japón se transformó dramáticamente en el último siglo XIX, de una sociedad casi totalmente cerrada a una moderna e industrializada construcción de un imperio y una nueva nación militarmente agresiva. Se apoderó de colonias como Okinawa, derrotó a China en la guerra por el control de Corea, y para asombro del mundo derrotó a Rusia en la guerra de 1904-1905. Hizo demandas agresivas, tomó el control total de Corea, se expandió a Manchuria, y exigió privilegios especiales en la economía china.

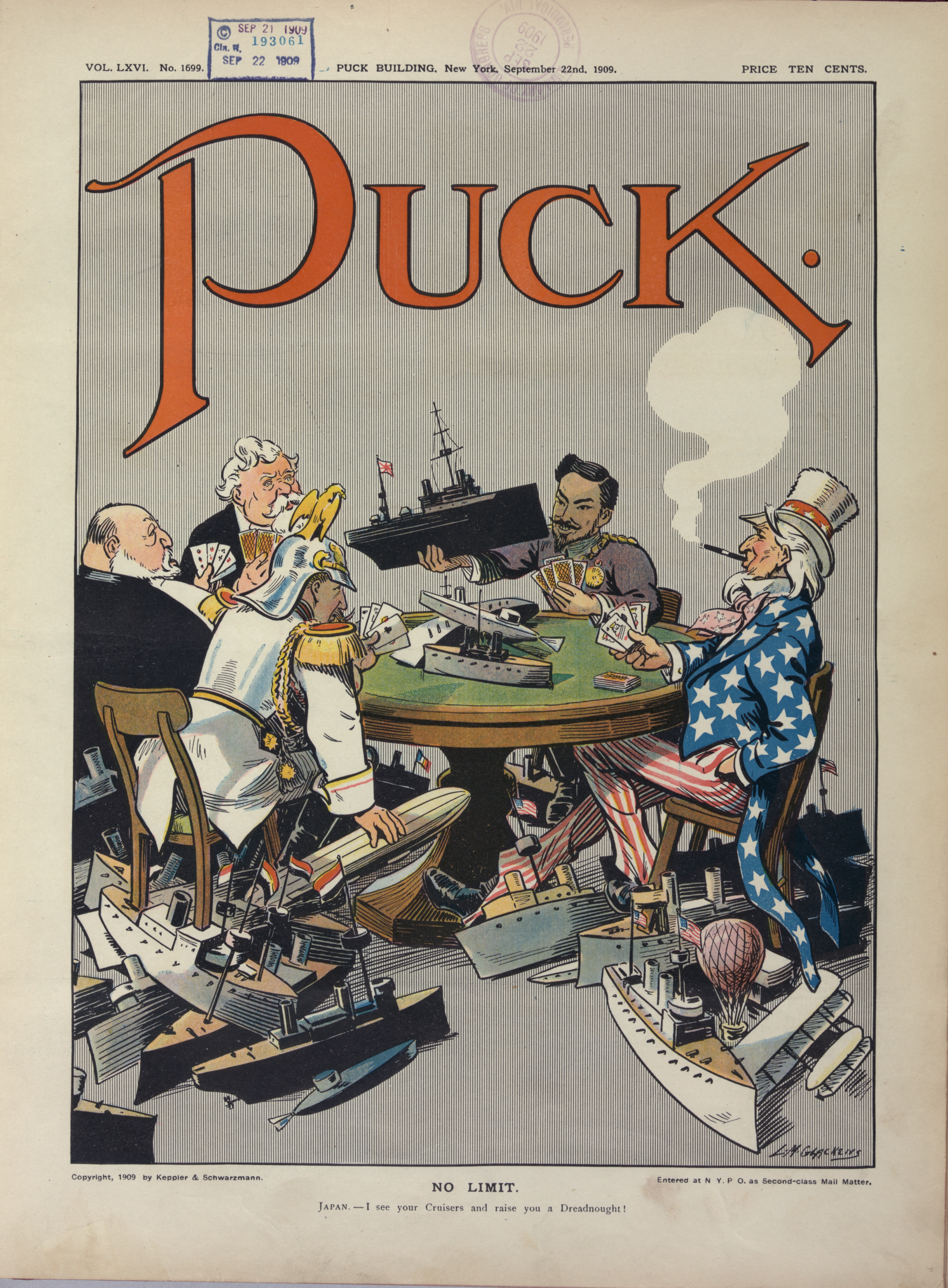
Una caricatura de 1909 en la revista inglesa Puck muestra (en el sentido de las agujas del reloj) EE. UU., Alemania, Gran Bretaña, Francia y Japón participan en una carrera naval en un juego "sin límite".

Japón y Gran Bretaña habían evitado las alianzas militares antes de 1900. Eso cambió en 1902 con la firma de un tratado. Fue un hito diplomático que puso fin al espléndido aislamiento de Gran Bretaña, y eliminó la necesidad de que Gran Bretaña construyera su marina en el Pacífico. La alianza fue renovada y ampliada en dos ocasiones, en 1905 y 1911. El objetivo original era la oposición a la expansión rusa. La alianza facilitó la entrada de Japón en la Guerra Mundial, pero no requirió que lo hiciera. Gran Bretaña no había consultado a Japón antes de declarar la guerra a Alemania, pero poco después del comienzo de la guerra solicitó la ayuda de Japón para identificar la ubicación del transporte marítimo alemán, lo que admitió era un acto no neutral. Japón decidió que por su propio prestigio en los asuntos mundiales tenía que unirse al esfuerzo bélico. Los aliados europeos dieron formalmente a Japón el estatus de un aliado pleno, y Gran Bretaña, Francia, Rusia e Italia garantizaron el apoyo en la conferencia de paz a las pretensiones de Japón de apoderarse de las posesiones de Alemania en China. Sin embargo, Gran Bretaña estaba cada vez más molesta por la agresión japonesa y discretamente le advirtió de que no debía ocupar las islas alemanas del Pacífico Sur (que eran deseadas por Australia y Nueva Zelanda), que no debía involucrarse en el Pacífico Oriental y que no debía apoderarse de las Indias Orientales Holandesas. Cuando Japón ignoró estas insinuaciones, Gran Bretaña las hizo públicas y Tokio se sintió insultado. Japón entró en la guerra sin restricciones, pero en la práctica tomó las posesiones alemanas en China, islas alemanas al norte del ecuador, e hizo serias amenazas a la autonomía china, las veintiuna exigencias. China, sintiendo la fuerte presión de Tokio y obteniendo el apoyo de todos los demás Aliados, decidió que tenía que entrar en guerra también.
Los británicos no estaban nada satisfechos con Tokio, y recibieron quejas aún más fuertes de Washington y de Australia. La Conferencia de Paz de París aprobó que Japón obtuviera mandatos de la Sociedad de Naciones sobre las antiguas posesiones alemanas en el Pacífico. Pero Japón fue mucho más lejos y exigió que se incluyera una cláusula en el Pacto de la Sociedad de Naciones, anunciando el compromiso de la organización con la igualdad racial. Gran Bretaña y sus dominios coloniales votaron no, al igual que Estados Unidos, por lo que nunca se incluyó en el Pacto y el insulto se mantuvo durante años. Por último, la intervención japonesa en Siberia, aunque paralela a las intervenciones de Gran Bretaña, Francia y los Estados Unidos, pareció una excesiva apropiación de tierras. Para 1907, Japón había llegado a la distensión con Rusia, pero ahora el colapso del gobierno imperial ruso significaba que Siberia estaba completamente abierta a los intereses expansionistas nipones. Japón quería renovar su alianza con Gran Bretaña, pero quedaron frenadas ante una oposición cada vez más grande proveniente de los dominios británicos, Estados Unidos, China, e incluso dentro de Gran Bretaña misma. La solución diplomática fue poner fin a las negociaciones sobre la renovación y lograr que todos los principales actores apoyaran el acuerdo sobre limitaciones navales de la Conferencia de Washington de 1921. Así, y para decepción de Japón, el tratado expiró en 1923. Tokio ya no tenía aliados ni amigos reales.

## Operaciones contra Alemania
El inicio de la Primera Guerra Mundial en Europa demostró finalmente hasta qué punto las relaciones germano-japonesas se habían deteriorado realmente. El 7 de agosto de 1914, solo tres días después de que Gran Bretaña declarara la guerra al Imperio Alemán, el gobierno japonés recibió una solicitud oficial del gobierno británico de ayuda para destruir a los asaltantes alemanes de la Kaiserliche Marine en aguas chinas y sus alrededores. Japón, deseoso de reducir la presencia de las potencias coloniales europeas en el sudeste asiático, especialmente en las costas de China, envió a Alemania un ultimátum el 14 de agosto de 1914, que quedó sin respuesta. Japón entonces declaró formalmente la guerra al Imperio Alemán el 23 de agosto de 1914, entrando así en la Primera Guerra Mundial como aliado de Gran Bretaña, Francia y el Imperio Ruso para apoderarse de las islas Carolinas, Marshall y Marianas en el Pacífico, de propiedad alemana.

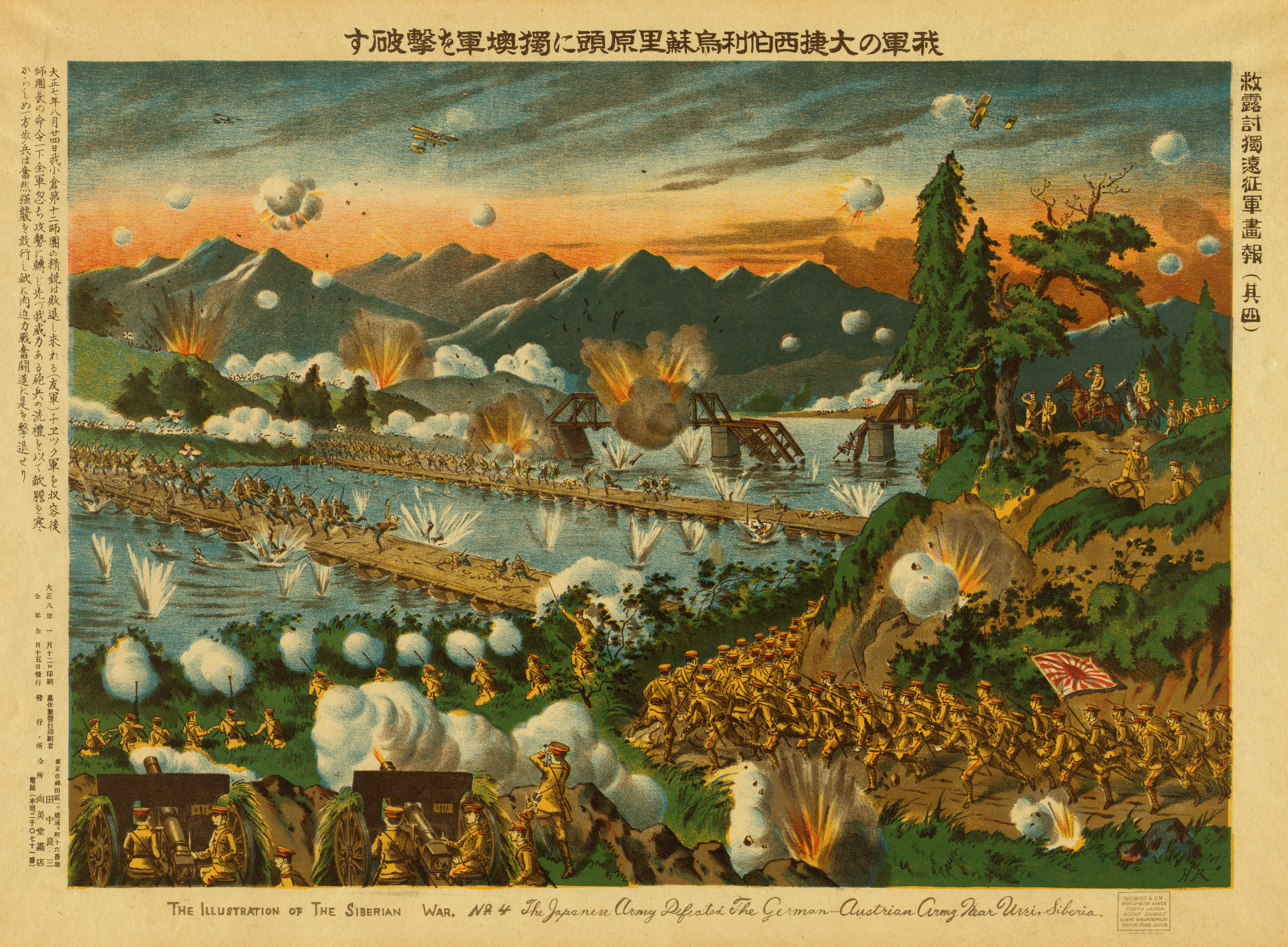
Una litografía japonesa que representa a las tropas de Japón atacando a la colonia alemana de Tsingtao en 1914.

La única batalla importante que tuvo lugar entre Japón y Alemania fue el asedio del puerto chino de Tsingtao, en el territorio del Kiau Chau. Las fuerzas alemanas resistieron desde agosto hasta noviembre de 1914, bajo un bloqueo total japonés-británico, sosteniendo los bombardeos de artillería en una proporción de fuerza de 6 a 1, un hecho que dio un impulso moral durante el asedio, así como más tarde en la derrota. Después de que las tropas japonesas irrumpieron en la ciudad, los muertos alemanes fueron enterrados en Tsingtao y las tropas restantes fueron transportadas a Japón, donde fueron tratadas con respeto en lugares como el campo de prisioneros de Bandō. En 1919, cuando el Imperio Alemán firmó formalmente el Tratado de Versalles, todos los prisioneros de guerra fueron puestos en libertad y regresaron a Europa.
El Japón es signatario del Tratado de Versalles, que establece duras repercusiones para Alemania. En el Pacífico, Japón ganó las islas alemanas del Pacífico al norte del ecuador (Mandato del Pacífico Sur) como son las islas Marshall, las Carolinas, las Marianas y las Palau, manteniendo la ya conquistada Kiau Chau en la costa china del mar Amarillo. El artículo 156 del Tratado de Versalles también transfirió las concesiones alemanas en Shandong a Japón en lugar de devolver la autoridad soberana a República de China, una cuestión que pronto será conocida como Problema de Shandong. La indignación china por esta disposición, que dio lugar a manifestaciones y un movimiento cultural conocido como el Movimiento del 4 de mayo, influyó en China para que no firmara el tratado. China declaró el fin de su guerra contra Alemania en septiembre de 1919 y firmó un tratado separado con Alemania en 1921. Este hecho contribuyó en gran medida a que Alemania se apoyara en China, y no en Japón, como su socio estratégico en Asia Oriental para los años venideros.

## Operaciones contra China
En 1914, las fuerzas militares japonesas y británicas liquidaron las existencias de Alemania en China. Japón ocupó la colonia militar alemana en Tsingtao, y ocupó partes de Shandong. China era financieramente caótica, políticamente muy inestable y militarmente muy débil. China le declaró la guerra a Alemania en agosto de 1917 como un tecnicismo para que pudiera asistir a la conferencia de paz de la posguerra, donde esperaban encontrar amigos que ayudaran a bloquear las amenazas de la expansión japonesa. Planeaban enviar una unidad de combate al frente occidental, pero nunca lo hicieron. Los diplomáticos británicos temían que Estados Unidos y Japón desplazaran el papel de liderazgo de Gran Bretaña en la economía china. Intentaron enfrentar a Japón y Estados Unidos entre sí, al mismo tiempo que mantenían la cooperación entre las tres naciones contra Alemania.
En enero de 1915, Japón dio en secreto un ultimátum de veintiuna exigencias al gobierno chino. Incluían el control japonés de los derechos alemanes anteriores, arrendamientos de 99 años en el sur de Manchuria, una participación en fábricas de acero y concesiones en materia de ferrocarriles. Y aunque China tuvo un asiento en la Conferencia de Paz de París en 1919, se le negó la devolución de las antiguas concesiones alemanas y China tuvo que aceptar las exigencias japonesas. Una reacción importante a esta humillación fue un aumento del nacionalismo chino expresado en el Movimiento del 4 de mayo.

## Resultados
La participación de Japón en la Primera Guerra Mundial del lado de Aliados desencadenó un crecimiento económico sin precedentes y le valió a Japón nuevas colonias en el Pacífico Sur confiscadas a Alemania. Después de la guerra, Japón firmó el Tratado de Versalles y mantuvo buenas relaciones internacionales gracias a su participación en la Sociedad de Naciones y a su participación en conferencias internacionales de desarme. Sin embargo, le molestaba el sentimiento de superioridad racial entre las potencias blancas. El ejército japonés se estaba convirtiendo en una fuerza política cada vez más independiente Con sus propios planes sobre cómo tratar con Manchuria, China y Rusia sin tener en cuenta a los responsables civiles de la toma de decisiones.